# Typhlodromus elmassri
Typhlodromus elmassri är en spindeldjursart som beskrevs av Bayan 1988. Typhlodromus elmassri ingår i släktet Typhlodromus och familjen Phytoseiidae. Inga underarter finns listade i Catalogue of Life.